# Serge Viderman
Serge Viderman (1916-1991) est un psychanalyste français, né en Roumanie et mort à Paris.

## Parcours et œuvre
Viderman naît en 1916 à Râmnicu Sărat dans une famille juive. Après un bac à Bucarest, il a fait des études de médecine et de philosophie en France où il s'installe en 1936. Durant la guerre, il échappe à la Gestapo après avoir été emprisonné une première fois durant trois mois.
Il se tourne vers la psychanalyse et fait une analyse avec Sacha Nacht. Il est devenu membre de la Société psychanalytique de Paris en 1960. Il s'y distingue par ses écrits, conférences et prises de positions sur la cure, notamment dans son livre La construction de l'espace analytique qui le rend célèbre dans le milieu analytique et qui suscite des commentaires et controverses, notamment de la part de Francis Pasche. Après 1968, il a pris des positions contestées sur la formation des psychanalystes .

### De Serge Viderman
- "La construction de l'espace analytique", 1982, Éditeur : Gallimard, Collection : Tel,  (ISBN 2070227294)
- "Le disséminaire", 1987, Éditeur : Presses Universitaires de France, Collection : Le fil rouge,  (ISBN 2130399312)
- "De l'argent en psychanalyse et au-delà", 1993, Éditeur : Presses Universitaires de France, Collection : Le fil rouge,  (ISBN 2130452124)

### Sur Serge Viderman
- Andrée Bauduin, Serge Viderman, PARIS, PUF, coll. « Psychanalystes d'aujourd'hui », 1999, 128 p. (ISBN 2-13-050214-8)